# Tratado Carrillo-Obarrio
O Tratado Carrillo-Obarrio foi um acordo de amizade e comércio entre o Estado Livre da Costa Rica e o Estado do Istmo (atual Panamá), em 22 de setembro de 1841, assinado em San José entre o Chefe de Estado costarriquenho Braulio Carrillo e o enviado do Istmo Pedro de Obarrio, em nome do Chefe de Estado Tomás Herrera.
No tratado, composto por cinco artigos, a Costa Rica reconheceu o Estado do Istmo como uma nação independente da República de Nova Granada, separação feita em 18 de novembro de 1840. Além disso, o tratado estabeleceu um serviço mensal de correio terrestre entre ambas nações e o estabelecimento recíproco de cônsules.
O tratado também buscava uma solução para a fronteira sul da Costa Rica. Após a ocupação de Bocas del Toro em 1836 por Nova Granada, a Costa Rica reivindicava esse território como seu, mas a superioridade de Nova Granada fez com que a Costa Rica se abstivesse de um grande conflito. Porém, após a separação do istmo do Panamá, foi uma oportunidade para reivindicar a questão fronteiriça perante uma nação com menos poder. 
Nesse tratado, a Costa Rica tinha o direito de reivindicar Bocas del Toro e fixar a fronteira de ambos os países na linha entre a ilha Escudo de Veraguas e a foz do rio Chiriquí Viejo. O Panamá não se opôs a essa mudança na fronteira, principalmente porque pretendia que a Costa Rica a reconhecesse como nação independente e estabelecesse relações comerciais consigo.
O Congresso do Istmo aprovou-o em 9 de dezembro de 1841 e Tomás Herrera sancionou-o no dia seguinte. No entanto, a Costa Rica atrasou em aprovar e sancionar o tratado, uma vez que o Estado do Istmo foi reintegrado em Nova Granada em 31 de dezembro de 1841, e só em 28 de janeiro de 1842 é que Carrillo o sancionou, sendo o tratado nulo e sem efeito.